# Steel Curtain
Steel Curtain è il soprannome dato alla famosa linea difensiva della squadra di football americano dei Pittsburgh Steelers durante la loro dinastia degli anni settanta. Questa difesa costituì l'ossatura dei successi degli Steelers, che vinsero 4 Super Bowl (IX, X, XIII e XIV). Nel corso degli anni, il soprannome si è evoluto andando ad incorporare l'intera difesa.
Nella stagione 1976, la difesa degli Steelers era forse la migliore di tutti i tempi. Dopo che la squadra perse quattro delle prime cinque gare e il quarterback Terry Bradshaw per infortunio, la difesa degli Steelers salì in cattedra nelle ultime nove partite. Pittsburgh impedì per cinque volte agli avversari di segnare alcun punto, di cui tre consecutive. Durante quel periodo di nove gare, gli Steelers subirono soli due touchdown (nella stessa partita) e cinque field goal. La difesa subì una media di 3,1 punti a partita e la squadra ebbe un margine medio di vittoria di 22 punti. Otto degli undici titolari della difesa della squadra furono convocati per il Pro Bowl quell'anno. Quattro sarebbero stati indotti nella Pro Football Hall of Fame.

## Membri
I quattro membri della celebre Steel Curtain erano:
- #75 "Mean Joe"(Charles Edward) Greene – defensive tackle, 1969–1981 (Rookie difensivo dell'anno 1969; difensore dell'anno 1972 & 1974; Formazione ideale della NFL degli anni 1970; Hall of Fame)
- #68 L.C. Greenwood – defensive end, 1969–1981 (Formazione ideale della NFL degli anni 1970)
- #63 Ernie Holmes – defensive tackle, 1972–1977
- #78 Dwight White – defensive end, 1971–1980

## Origine del nome
L'origine del nome "Steel Curtain", un gioco di parole sulla frase "Iron Curtain" resa popolare dell'ex Primo Ministro del Regno Unito Winston Churchill, ebbe origine in un concorso del 1971 sponsorizzato dalla stazione radio di Pittsburgh WTAE per trovare un soprannome alla difesa. Il concorso fu vinto da Gregory Kronz, allora uno studente nella locale scuola superiore. Secondo il Pittsburgh Post-Gazette, "fu una delle 17 persone ad avere inviato il nome 'Steel Curtain' per il concorso di WTAE, necessitando dunque di un sorteggio" che Kronz vinse.